# 藤原寛
藤原 寛（ふじわら ひろし、1968年12月10日 - ） は、吉本興業株式会社代表取締役副社長。日本のテレビプロデューサー。ダウンタウンの元マネージャー。

## 経歴
東京マネジメントセンターセンター長、ダウンタウンのチーフマネージャー（松本人志担当）、ルミネtheよしもとプロデューサー、よしもとファンダンゴチーフプロデューサー、番組・ソフトウェア関連のプロデューサー、よしもとクリエイティブエージェンシー社長などを歴任し、吉本興業株式会社副社長に就任。

## 人物
大阪府和泉市出身。和泉市立北池田小学校、和泉市立石尾中学校、大阪府立三国丘高等学校、関西学院大学社会学部卒業。
ダウンタウンのマネージャーを務めていた頃から『ガキの使い』に出演しており、両腕で胸を寄せるポーズをしながら「乳、寄せまっせ〜」などの一発ギャグで一躍脚光を浴びた。役員に昇格してからも同番組に出演し続けている（役員昇格後も同番組内での肩書は「ダウンタウン元マネージャー」のまま）。
その異常なまでの気遣い、根回しから松本人志から「過剰マネージャー」と呼ばれるほどである。

大学時代はスキー場でアルバイトをしていたことからスキーが非常に得意で、全日本スキー連盟2級のライセンスを持つ。
『ガキの使い』の番組スタッフの多数は「藤原」と言えば、番組前説を務めているライセンス・藤原一裕ではなく、現在番組に直接関わっていない藤原寛を連想するという。
『ガキの使い』の企画である「絶対に笑ってはいけないシリーズ」で笑ったときに警告する「○○（笑った人の名前または全員）アウトー」の声は藤原によるもので 、かつて配信されていたスマートフォン用アプリ「ダウンタウンのガキの使いやあらへんで!! チキチキ罰ゲームルーレット大会!!」では約3000種類の名字を実際に藤原が告げている。
交渉力に定評があり、「のらりくらりが凄い」「全ての質問に対して頑張ろうと返してくる」などと、たびたび芸人からネタにされている。
妻は山崎邦正（現:月亭方正）の元マネージャーである。